# Drago Utješanović
Drago Utješanović je hrvatski kazališni, televizijski i filmski glumac. Ravnatelj je gradskog kazališta Žar ptica. Njegov otac Đuro je također bio glumac.

## Filmografija

### Televizijske uloge
- "Rat prije rata" kao treći sudionik (2018.)
- "Kud puklo da puklo" kao urednik (2014.)
- "Počivali u miru" kao policijski inspektor (2013.)
- "Zakon!" kao Oton Brozović (2009.)
- "Zakon ljubavi" kao državni odvjetnik (2008.)
- "Zabranjena ljubav" kao gdin. Zatezalo/inspektor Jukić (2005. – 2006.)
- "Bitange i princeze" kao financijski inspektor #1 (2005.)

### Filmske uloge
- "Narodni heroj Ljiljan Vidić" kao Tomo Zirdun - Pančo (2015.)
- "Djeca jeseni" kao Miljenko (2013.)
- "Pjevajte nešto ljubavno" kao policajac sa svadbe (2007.)
- "Slučajna suputnica" kao Gorila (2004.)
- "Duga mračna noć" (2004.)
- "Ispod crte" kao Tihi (2003.)
- "Ajmo žuti" kao Krunin kolega (2001.)
- "Je li jasno, prijatelju?" kao piroman #3 (2000.)
- "Četverored" kao partizan #3 (1999.)
- "Rusko meso" kao policajac u postaji (1997.)
- "Isprani" (1995.)
- "Zločin i kazna" (1994.)
- "Prolazi sve" (1994.)

### Sinkronizacija
- "Rango" kao Ezekiel (2011.)
- "Alpha i Omega" kao Grot (2010.)
- "Madagaskar 1, 2, 3" kao žirafa Melman [David Schwimmer] (2005. – 2012.)
- "Avanture male Chihiro" kao Bezlica, Chichiyaku, žaba, kuhar žaba i Aogareu (2005.)

## Vanjske poveznice
- Drago Utješanović u internetskoj bazi filmova IMDb-u (engl.)